# Dasypus neogaeus
Dasypus neogaeus és una espècie extinta de mamífer cingulat de la família dels dasipòdids que visqué a Sud-amèrica durant el Miocè superior, fa entre 6,8 i 9 milions d'anys. Se n'han trobat restes fòssils a la província argentina d'Entre Ríos.

## Història i classificació
El material original de D. neogaeus fou recollit al conglomerat ossífer de la formació d'Ituzaingó, a Paraná, al nord de l'Argentina, pel paleontòleg Florentino Ameghino. Tanmateix, hi ha autors que recentment han afirmat que els fòssils tal vegada provenien d'estrats plistocens. El material consistia en un sol osteoderma mòbil de la cuirassa dorsal. Seguidament, l'osteoderma fou enviat al Museu Argentí de Ciències Naturals Bernardino Rivadavia (Buenos Aires), on el 1891 Ameghino el descrigué amb el nom de Dasypus neogaeus. Des d'aleshores no s'hi ha assignat cap altre fòssil, tot i que s'han exhumat fòssils de la mateixa edat en altres parts de l'Argentina.

## Descripció
L'osteoderma holotip no passa de 13 mil·límetres de llargada, però indica que era una espècie de mida intermèdia entre l'armadillo de musell llarg meridional (D. hybridus) i l'armadillo de nou bandes (D. novemcinctus). Una altra diferència és que l'osteoderma presenta més forats pilífers (vuit en total) a l'extrem posterior que en D. novemcinctus. Malgrat que només mostra dos caràcters diagnòstics físics i que és conegut a partir de material molt fragmentari, l'anatomia histològica de l'osteoderma podria oferir més caràcters diagnòstics.

## Paleobiologia
Basant-se en la informació tafonòmica i ambiental del conglomerat ossífer que contenia l'holotip, D. neogaeus vivia en zones de boscos de galeria situats prop de l'aigua. Això contrasta amb les espècies modernes de Dasypus, que viuen en herbassars, cosa que fa pensar que Dasypus i altres armadillos més petits han experimentat un canvi ecològic recent.

## Paleomedi
La formació d'Ituzaingó correspon a grans planes de marea comparables a les de l'actual Amazones i que gaudien d'un clima càlid. Hi eren abundants els notoungulats, incloent-hi toxodòntids com Xotodon i l'adinoteri, i litopterns com el braquiteri, Cullinia, Diadiaphorus, el neobraquiteri, l'oxiodonteri, Paranauchenia, Promacrauchenia, el proteroteri i l'scalabriniteri. Grans gliptodontins cuirassats com Palaehoplophorus, Eleutherocercus i Plohophorus habitaven la zona, igual que altres cingulats, com els pampatèrids Kraglievichia i Scirrotherium. Entre els depredadors, hi havia els forusràcids Devincenzia and Andalgalornis i esparassodonts amb crocodilians gegants com Gryposuchus i Mourasuchus a l'aigua dolça. Eren abundants els bambús, els cocoters i altres arecàcies.